# Torre del Reformador
Torre del Reformador (tour du Réformateur) est une tour en acier d'une hauteur de 75 mètres dans la zone 9 de la ville de Guatemala. La tour a été construite en 1935, pour célébrer le 100e anniversaire de la naissance des banlieues de Justo Rufino Barrios, qui était président du Guatemala et a été à l'origine d'un certain nombre de réformes. La forme de base de la structure ressemble à la Tour Eiffel. Elle a été à l'origine construite avec une cloche au sommet, qui en 1986 a été remplacée par une balise.